# Una donna a Montecarlo
Una donna a Montecarlo (Das Schicksal einer Nacht) è un film muto del 1927 diretto da Erich Schönfelder e basato su una novella di Stefan Zweig.

## Produzione
Il film fu prodotto dalla Pan Europa-Film GmbH.

## Distribuzione
Distribuito dalla Terra-Filmverleih, uscì nelle sale cinematografiche tedesche nell'ottobre 1927 dopo aver richiesto il visto di censura il 25 luglio 1927. In Italia, il film ottenne il visto di censura (numero 26517) nel 1931.